# Алемания
Алемания (на латински: Alamannia) е царството на алеманите през 3 век до 911 г.

## История
Територията се намира в римската провинция Горна Германия, в днешните Баден-Вюртемберг и Елзас, Немска Швабия, Немска Швейцария, Лихтенщайн и Форарлберг.
Между 6 и 9 век Алемания политически и културно е в Източнофранкското кралство и между 10 и 13 век е в Херцогство Швабия на Хоенщауфените. Днес съществува западнонемски алемански диалект (Alemannisch). На този език е написан един от разделите на Уикипедия.

## Управление

### Крале
- Хрок 306
- Медерих (баща на Агенарих, брат на Кнодомар)
- Кнодомар 350, 357
- Вестралп 357, 359
- Ур 357, 359
- Агенарих (Serapio) 357
- Суомар 357, 358
- Хортар 357, 359
- Гундомад 354 (съ-регент на Вадомар)
- Урсицин 357, 359
- Макриан 368 – 371
- Рандо 368
- Хариобавд 4th c.
- Вадомар vor 354 – 360
- Витикаб 360 – 368
- Приарий ?–378
- Гибулд (Гебавулт) c. 470

### Меровингски херцози (дукове)
- Бутилин 539 – 554
- Леутари I пр. 552 – 554
- Хаминг 539 – 554
- Лантахар през 548 (Avenches diocese)
- Магнахар 565 (Avenches diocese)
- Ваефар 573 (Avenches diocese)
- Теодефрид
- Леутфред I 588
- Унцилин 588 – 607
- Гунзо 613
- Хродоберт 630
- Леутари II 642
- Готфрид 709
- Вилехари 709 – 712 (в Ортенау)
- Лантфрид 709 – 730
- Теудебалд 709 – 744